# Rose rouge
Pour les articles homonymes, voir La Rose rouge, Rose et Rouge (homonymie).
Clip vidéo
[vidéo] « St Germain - Rose Rouge (2001) », sur YouTube
Rose rouge est un single-tube de jazz-French touch de 2000, composé et interprété par St Germain, intégré à son 3e album Tourist de 2001, chez le label de jazz mythique Blue Note Records.

## Histoire
Après le succès de ses deux premiers albums Boulevard de 1995, et From Detroit to St Germain de 1999, St Germain enregistre ce single de jazz à Paris en 2000, (avec un nom inspiré du célèbre quartier Saint-Germain-des-Prés rive gauche, haut lieu emblématique international des clubs de jazz parisiens, avec entre autres l'ancien cabaret de jazz « La Rose rouge » de la rue de Rennes,,). 
Cette composition est un mélange de nu jazz (New Urban Jazz), acid jazz, danse jazz, electro, groove, deep house, trip hop inspiré entre autres de l'oeuvre de Miles Davis, ou du célèbre Take Five du Dave Brubeck Quartet, dont il contient un échantillon, ainsi qu'un autre échantillon de jazz vocal répétitif « I want you to get together » (je voudrais que nous soyons ensemble) de la chanteuse américaine Marlena Shaw (en langage des fleurs, la rose rouge symbolise l'amour, la passion, et une demande en mariage avec un bouquet de douze roses rouges). Elle est enregistrée par le groupe de jazz St Germain, composé de musique assistée par ordinateur, synthétiseur, échantillonneur, saxophone, trompette, flûte, percussions, et tama africain. The Rolling Stones ont depuis intégré ce titre dans leurs tournées,.

## Groupe
- Ludovic Navarre (St Germain) : compositeur, producteur & ingénieur du son
- Alexandre Destrez : claviers
- Pascal Ohse : trompette
- Edouard Labor : saxophone et flûte
- Claudio De Qeiroz : baryton
- Idrissa Diop : tama
- Carneiro : percussions